# Liga húngara de balonmano
La Nemzeti Bajnokság I (en español Campeonato Nacional I), es la liga profesional de Primera División de balonmano de Hungría.
Esta Liga fue fundada en 1951, siendo el primer campeón el VM Közért.
El campeonato húngaro ha estado dominado especialmente por dos equipos, el SC Honved Budapest hasta los años 1980 y a partir de ahí tomó el relevo el Veszprém KC hasta la actualidad.

## Sistema de competición
El sistema de competición de esta liga compuesta por 12 equipos empieza con una liga todos contra todos a doble vuelta. Al acabar la liga regular los cuatro mejores clasificados disputarán un play-off eliminatorio para luchar por el título en el que las semifinales se disputan al mejor de tres partidos y las finales a mejor de cinco partidos.
Los equipos que terminan la fase regular entre los puestos 5.º y 8.º disputan una liguilla a doble vuelta para dilucidar el posicionamiento final de cada equipo en la clasificación y para decidir los posibles representantes de Hungría en diversas competiciones europeas.
Los últimos cuatro clasificados en la temporada jugarán otra liguilla también a doble vuelta por evitar el descenso que dejará a los dos peores equipos disputando la Segunda División de la liga de Hungría la siguiente temporada.
En ambas liguillas los equipos inician la competición con unos puntos de bonificación de 4, 3, 2 y 1 dependiendo como hayan quedado en la clasificación de la liga regular.

## Equipos 2017-18
| - Balatonfüredi KSE - Ceglédi KKSE - Csurgói KK - Gyöngyösi FKK - Komlói BSK - SBS Eger-Eszterházy - Dabas Kézilabda - Orosházi FKSE - Cyeb Budakalasz - SC Pick Szeged - Tatabánya KC - Ferencvárosi TC - MKB Veszprém KC - Vaci KSE |

## Palmarés
| N.º | Club                  | Títulos | Temporadas |
| --- | --------------------- | ------- | --- |
| 1.  | Veszprém              | 28      | 1985, 1986, 1992, 1993, 1994, 1995, 1997, 1998, 1999, 2001, 2002, 2003, 2004, 2005, 2006, 2008, 2009, 2010, 2011, 2012, 2013, 2014, 2015, 2016, 2017, 2019, 2023, 2024 |
| 2.  | Budapest Honvéd       | 14      | 1952, 1963, 1964, 1965, 1966, 1967, 1968, 1972, 1976, 1977, 1980, 1981, 1982, 1983                                                                                     |
| 3.  | Budapest Spartacus    | 5       | 1959, 1960, 1961, 1962, 1973 |
| 3.  | SC Pick Szeged        | 5       | 1996, 2007, 2018, 2021, 2022 |
| 5.  | Vörös Meteor          | 4       | 1951, 1954, 1955, 1957 |
| 5.  | Elektromos SE         | 4       | 1969, 1970, 1971, 1991 |
| 5.  | Tatabánya Carbonex KC | 4       | 1974, 1978, 1979, 1984 |
| 8.  | Győr                  | 3       | 1987, 1989, 1990 |
| 9.  | Újpest                | 2       | 1953, 1958 |
| 10. | Dunaferr SE           | 1       | 2000 |
| 10. | Debrecen              | 1       | 1975 |

- 28 títulos : MKB Veszprém KC
- 14 títulos : SC Honved Budapest
- 5 títulos : Budapest Spartacus, SC Pick Szeged
- 4 títulos : Tatabánya Carbonex KC, Elektromos SE, Budapesti Vörös Meteor
- 3 títulos : Rába ETO
- 1 títulos : VM Közért, Budapesti Dózsa SK, Debreceni Dózsa, Dunaferr SE